# Sparck Technologies
Sparck Technologies is een Nederlands bedrijf in de Friese plaats Drachten dat werelds snelste volautomatische inpakmachines produceert. In de loop der jaren heeft het een aantal organisatie en naamswisselingen gehad. Sinds 2021 is het bedrijf zelfstandig verder gegaan onder de naam Sparck Technologies. In 2024 bestond het bedrijf 100 jaar. Het bedrijf heeft het predikaat Koninklijk toegekend gekregen. 

## Geschiedenis
In 1924 richtte Heert de Wit HaDeWe op, de bedrijfsnaam was een acroniem van de naam van de oprichter. Het bedrijf was ingesteld het vervaardigen van klompenmachines maar het jaar 1936 bracht daarin grote verandering. In dat jaar maakte het bedrijf de eerste stencilmachine. Dit zorgde voor landelijke bekendheid en zelfs export naar de Verenigde Staten.
De stencilmachine werd al snel gevolgd door een papiervouwmachine. In 1968 lanceerde HaDeWe de enveloppenvulmachine en werd kort daarna overgenomen door het Engelse Roneo Vickers. In 1980 nam Alcatel onderdelen van Roneo Vickers over en HaDeWe werd daarmee Frans eigendom. De nieuwe locatie aan de Tijen 3 werd in 1983 feestelijk geopend door de commissaris van de Koningin in Friesland Hans Wiegel. Drie jaar later werd een tweede kantoorverdieping gebouwd en de productieruimte met 1300 m² uitgebreid.

### Vanaf de jaren 90
In 1992 verkocht Alcatel de postkamerdivisie aan een groep Franse investeerders, die verder gingen onder de naam Neopost. HaDeWe viel nu onder de Neopost-groep maar bleef haar oorspronkelijke naam vooralsnog behouden. In 1996 werd een enveloppenvulmachine geïntroduceerd die verschillende formaten kon verwerken.
In 1999 ging Neopost naar de Franse effectenbeurs en vanaf 2000 werd de naam van HaDeWe gewijzigd in Neopost Industrie. De productiehal werd uitgebreid met 2000 m² en de kantoorruimte met 1400 m². Neopost Industrie ging in 2005 Neopost Technologies heten. In 2006 werd er extra kantoorruimte bijgebouwd naast het hoofdgebouw en in 2012 werd de 'launch bin sorter' geïntroduceerd, het eerste sorteeroplossingssysteem.

## Huidige tijd

### Volautomatische verpakkingsmachines
In 2013 werd de volautomatische verpakkingsmachine in de markt geïntroduceerd, de CVP-500, waarmee het bedrijf zich verder specialiseerde in de high-tech markt. Het prototype van deze machine werd geïnstalleerd bij bol.com. 
Het bedrijf onderging in 2019 een naamswijziging, van Neopost naar Quadient, waarbij de volautomatische verpakkingssystemen onder de naam Packaging by Quadient in de markt werden gezet. In 2019 is de CVP-500 verder ontwikkelt en onder de naam CVP Impack verder gegaan. In 2019 introduceerde het bedrijf de CVP Everest die 1100 dozen per uur kan verwerken, omgerekend betekent dit per 3 seconden een op maat gemaakte doos.
In 2021 heeft de Amsterdamse investeringsmaatschappij Standard Investment de Drachtster producent van hightech inpaksystemen overgenomen van het Franse bedrijf Quadient en is het bedrijf verder gegaan onder de naam Sparck Technologies. Met deze verkoop is het bedrijf weer in Nederlandse handen gekomen.

## Prijzen
De afgelopen jaren hebben de volautomatische verpakkingssystemen de onderstaande prijzen gewonnen:
- Deutsche Verpakungspreis, DVI[8] (2023)
- Supply & Demand Chain Executive’s prestigious 2022 Women in Supply Chain Award [9] (2022)
- Material Handling 24/7 Readers Choice Product of the year (2022)
- MHI innovation awards 2021 [10]
- Parcel + Postal Technology International Award (2020) [11]